# 須賀神社 (みなべ町)
須賀神社（すがじんじゃ）は、和歌山県日高郡みなべ町にある神社。

## 祭神
- 主祭神 - 素戔嗚尊、稲田姫命 、八柱御子神

## 歴史
年月は不明だが、一条天皇時代、勅使が京都の八坂神社より勧請し、祇園御霊宮と称し南部荘の総鎮守社として祀られたのが始まりであるとされる。
棟札古文書等より、明徳年間に領主愛洲氏が社殿を造営。永正年間に地頭小野氏が社殿再興、神戸神馬を献じる。慶長年間に田辺城主である浅野氏が木造黒馬を献じる。以後例祭には田辺藩主の代参があったという。現在の社殿は江戸時代中期以降に建立されたものと推定されている。
明治維新前には御霊さんと呼ばれ、特に京都祇園八坂神社より勧請したため、祇園御霊宮と称されていた。しかし明治元年（1868年）3月28日須賀神社と改称した。未だに地元では「奥の御霊さん」の通称がある。

## 秋祭り
毎年10月8、9日に行われている。
競べ馬行事や流鏑馬神事があり、「馬祭り」として知られる。
平成30年（2018年）３月、和歌山県指定無形民俗文化財に指定。地元では「ごりょうさんの秋祭り」と呼ばれる。 

## 文化財

### 和歌山県指定文化財・有形文化財・建造物
- 須賀神社本殿

### 和歌山県指定無形民俗文化財
- 須賀神社の秋祭

## 交通アクセス
みなべICより車約10分